# 张沙寺
张沙寺，位于中国青海省循化县道帏乡张沙村，为第六批青海省文物保护单位，公布日期为1998年12月22日，类型为古建筑。
张沙寺的历史年代为明(朱)。